# اسرحدون
اَسَرحَدّون یا آسَرحَدّون (ریخت یونانی و توراتی:Esarhaddon یا Asarxaddon؛ به اکدی:Aššur-aha-iddina، معنا: آشور برادری به من داده‌است.) شاه آشور در بین سال‌های ۶۸۰ تا ۶۶۹ پیش از میلاد بود. او کوچک‌ترین پسر سناخریب پادشاه آشور و همسر دوم آرامی‌اش شهبانو نقیعه و پدر آشوربانیپال بود. وی پس از کشتن دو برادرش در نینوا شاه شد که این واقعه باعث شد تا امپراتوری آشور به جنگ داخلی و هرج و مرج فرورود.

## رسیدن به پادشاهی
اسرحدون در میان پسران سناخریب، هواخواه دستهٔ کاهنان و بازرگانان بود. پدرش وی را نامزد پادشاهی پس از خود نمود، ولی برادرانش کوشیدند وی را بی‌اعتبار کنند. پس پدرش او را به جایی در جنوب ترکیه کنونی راند ولی جایگاه ولیعهدی‌اش را از او نستاند. سناخریب در ژانویه ۶۸۱ پ. م ترور شد و می‌نماید که اسرحدون در مرگ پدر نقشی داشته‌است. پس از مرگ پدر، اسرحدون به نینوا پایتخت آشور بازگشت. او در جنگ با برادران هماوردش در شش هفته پیروز شد و در بهار همان سال به پادشاهی دست یافت. برادرانش گریختند و پیروان آنها از دم تیغ اسرحدون گذشتند.

## وقایع سال ۶۷۸/۶۷۹ پیش از میلاد
بنا به روایت تاریخ بابلی، کیمریان در سال ۶۷۹ تا ۶۷۸ پ. م وارد خاک آشور شدند ولی تئوشپا پادشاه کیمریان مغلوب اسرحدون پادشاه آشور گشت و این شکست در آسیای کوچک به وی وارد آمد. «اخبار اسرحدون» که به زبان بابلی می‌باشد محل پیکار را کوشخنو می‌نامد ولی «سالنامه‌های» اسرحدون محل پیکار را در خوبوشنو نام می‌برند. محل اولی بالکل مجهول است اصطلاح دوم با خوبیش‌نا که در کاپادوکیه بوده یا خوبوشکیه واقع در جنوب دریاچه وان مقایسه شده.
پس از این شکست و در همان سال به کیمریانی برخورد می‌کنیم که در لشکر آشور به عنوان سپاهی مزدور خدمت می‌کنند. در حدود سال‌های ۶۷۶ تا ۶۷۴ پ. م بنا به مدارک باستانی که به مدد منابع اورارتویی مکشوف گردیده، کیمریان دولت فریگیه را که در مرکز آسیای صغیر قرار داشت تارومار کردند.
جنگ با کیمریان برای اسرحدون بسیار رعب‌آور بوده به طوری که دربارهٔ نتیجهٔ جنگ مجبور بود آن را با هاتِف در میان بگذارد. در سالنامه‌های وی پرسش‌هایی که شاه اسرحدون از هاتف خدای شمش به عمل آورده‌است، یک بار سؤال شده از هاتف که اسکیت‌هایی که وارد خاک ماننائیان شده‌اند چه نیّتی دارند. در چند سؤال دیگر نیز به مناسبت قیام مادیها که ماننائیان و کیمریان نیز در آن شرکت جسته‌اند از اسکیت‌ها نام برده شده؛ و سرانجام پرسشی دربارهٔ عاقبت اتحاد با پارتاتوآ پادشاه کشور ایشکوزا که محل آن مشخص نشده، به عمل آمده‌است. جالب است که آشوریان رئیس اسکیت‌ها را «پادشاه» می‌شمرند و آن هم پادشاه «کشور» معیّنی و البته منظور نظر ایشان از «کشور ایشکوزا» میهن اسکیت‌ها در آنسوی قفقاز نبوده‌است؛ و چون از هاتف سؤال شده‌است که آیا شاهزاده خانم آشوری را به زنی به پارتاتوآ بدهند یا نه، و به دیگر سخن، موضوع ازدواج سیاسی به میان آمده، شکّی نیست که صحبت بر سر عقد اتحاد با کشور معیّن و مشخّصی، که در حدود عرصهٔ فعالیت‌های سیاسی آشور قرار داشته، بوده‌است نه دور از مرزهای آن.

## کارنامه

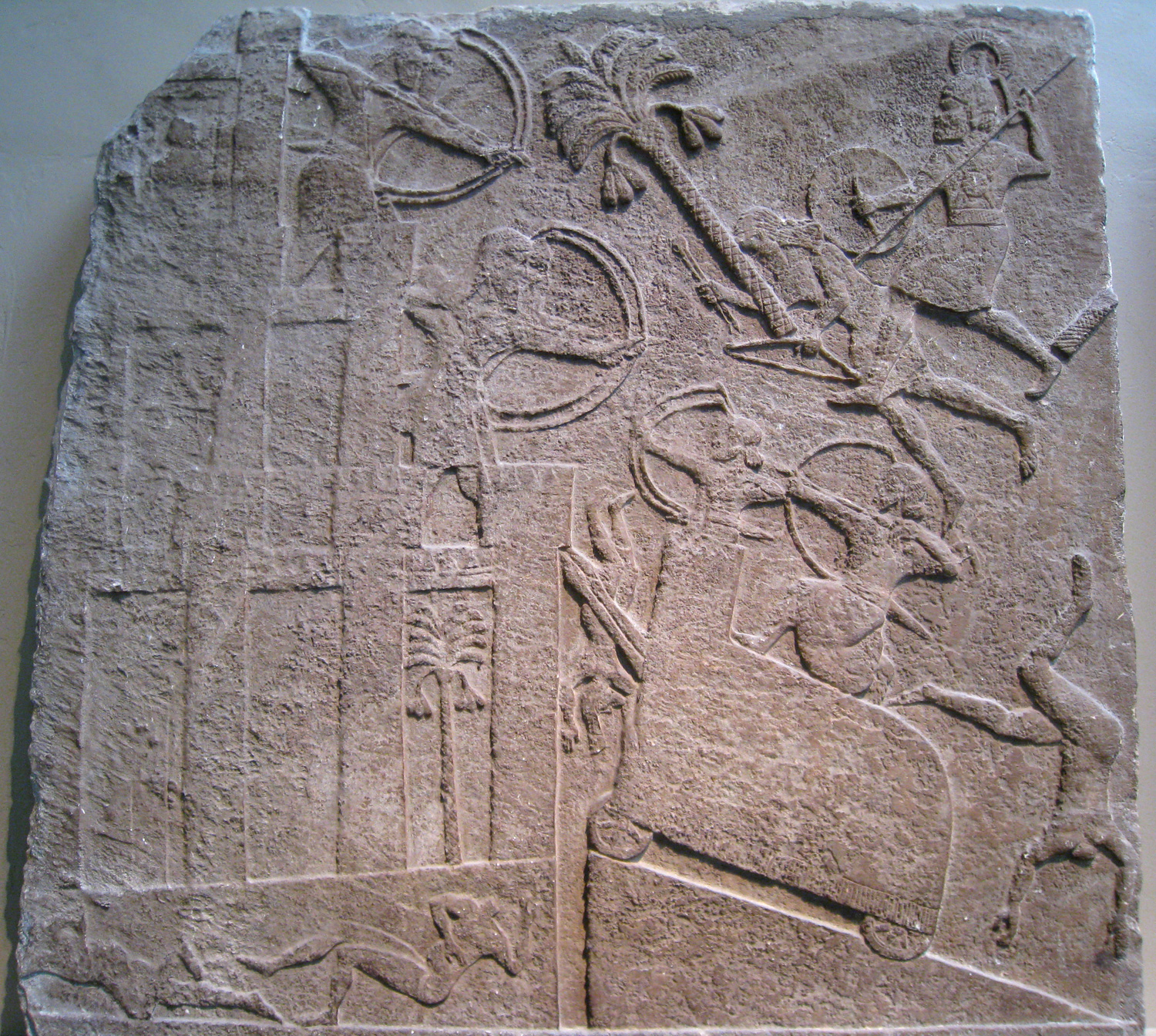
سربازان آشوری در حال حمله به شهری محاصره‌شده، به احتمال زیاد در بین‌النهرین، با استفاده از دژکوب روی یک سطح شیب‌دار محاصره. کمانداران دشمن در حال پاسخ به آتش هستند. اجساد بی‌سر در پای دیوارهای شهر افتاده‌اند. از کاخ مرکزی در نیمرود و اکنون در موزه بریتانیا، لندن. حدود ۷۲۸ پیش از میلاد.

اسرحدون در همان سال آغاز پادشاهی بابل را بازسازی کرد و اعتبار گذشته این شهر را بازگرداند. او در این شهر سازه شناخته‌شده به برج بابل را ساخت. در آشور هم دستور داد تا نیایشگاه‌های آشور، خدای بزرگ آشور را نوسازی کنند.
در ۶۷۸/۶۷۹ پ. م کیمریان به رهبری تئوشپا به مرزهای آشور تاختند و اسرحدون در جنگی در آسیای کوچک آنان را شکست‌داد. البته دسته‌ای از کیمریان در سپاه آشور در جایگاه مزدوری خدمت می‌کردند. می‌نماید که اسرحدون سرانجام از در آشتی با کیمریان درآمده‌باشد. پس از آن وی چند لشکرکشی به جنوب شرقی آسیای کوچک نمود.
همچنین صیدون به رهبری پادشاهش ابدی‌میلکوتی بر آشور شورید، ولی در ۶۷۷ پیش از میلاد شورش شکست خورد و پادشاه گردن زده شد.
میان سال‌های ۶۷۶ تا ۶۷۴ پیش از میلاد کیمریان که با پادشاه اورارتو روسای دوم هم‌پیمان شده‌بودند فریجیه را تارومار کردند. این رویداد آشوریان را بیمناک نمود.
در نزدیک سال ۶۷۶ پیش از میلاد سکاها به رهبری ایشپاکای برای جنگ با آشور با ماننا هم‌پیمان شدند. این رویداد آشور را نگران ساخت و حتی ایشان در پی دادن شاهدختی آشوری به همسری پادشاه سکایان افتادند تا بلکه با این زناشویی سیاسی خطر را دور کنند.
اسرحدون همچنین در جنگ با کیلیکیه پادشاه آن کشور سان‌دوآری را به بندکشید.
در روزگار اسرحدون ماد باجگذار آشور بود. در این زمان (۶۷۶ پیش از میلاد) مردمان ماد خاوری بر فرمانروایان گمارده آشور شوریدند و سه تن از این فرمانروایان را از سرزمینشان راندند. پس آشوریان به ایران لشکرکشیدند و از دشت کویر گذشتند و به پای دماوند(بیکنی) رسیدند. آشوریان در پدشخوار دو تن از بزرگان ایران به نام‌های شی‌تیرپرنه (به معنای افتخار پیشینیان) و دیگری اپاردو را با کسان و دام‌هایشان به بند کشیدند. از آن پس فرمانروایان رانده‌شده به سرزمین‌هایشان بازگشتند و باجی سالیانه به آشور می‌پرداختند.
میان سال‌های ۶۷۴/۶۷۳ پیش از میلاد مردمان ماد به یاری سکاها که به سربازان آشوری می‌تاختند، باز در برابر آشور پایداری کردند و از دادن باج خودداری نمودند. ایلام نیز آماده شورش بر آشوریان بود. بدین سان مردمان سرزمین‌های میان خلیج فارس تا رود کورا در آستانه جدایی از آشور بودند. در این میان خشثریته از ایالت مادی کارکاشی در کنار دو رهبر دیگر ماد مامی‌تیارشو از مادای و دوساننی از ساپاردا رهبری شورش مادها بر آشوریان را آغاز کردند. اینان با پادشاهان سکا و ماننا همپیمان‌شدند. اینان دژهای آشوریان را در چند جبهه محاصره‌کردند. تا ماه آوریل سال ۶۷۳ سراسر ماد مرکزی بر آشور شوریده‌بود. در سوی دیگر پادشاهی آشور نیز فنیقیه دچار آشوب بود و دولت آشور در جنگ با مصر باستان بود. در درون آشور نیز بسیاری از بردگان و کشاورزان ناخرسند گریخته و به بخش جنگلی پشته ارمنستان پناه برده‌بودند. اسرحدون به ناچار پیش از هرکاری بدانجا لشکرکشید تا گریختگان را باز به بندکشد. پس از آن در ۶۷۲ پیش از میلاد اسرحدون کوشید تا با خشتریتی از در آشتی درآید. او همچنین پیک‌هایی به سوی دیگر هم‌پیمانان گسیل داشت و کوشید میانه آنها را به هم‌بریزد.
سرانجام ایشپاکای پادشاه سکا در نبرد با آشوریان کشته‌شد و پسرش پارتاتوآ با آشور آشتی کرد و اسرحدون هم دختر خویش را برای استواری پیوند به همسری او داد. این گونه با پیوستن سکاها به آشور خیزش شورشیان باناکامی رودرروشد. با این همه سه ایالت شورشی ماد توانستند به استقلال برسند و چیرگی آشور را در آن سامان از میان ببرند. خشثریته تا ۶۵۲ (پیش از میلاد) پادشاه ماد ماند.
در ۶۷۱ پیش از میلاد اسرحدون به جنگ تهارقا فرعون مصر رفت. بخشی از سپاهیانش در صور بر او شوریدند. اسرحدون با مانده سپاه به سوی جنوب رفت و آنگاه از صحرای سینا گذشت. او در تابستان ممفیس را گرفت و تهارقا به مصر علیا گریخت. اینچنین اسرحدون با غنیمت‌های فراوانی که از تاراج شهرهای دلتای نیل به دست آورده‌بود به آشور بازگشت. البته چندی پس از آن که فرعون به سرزمینش بازگشت، مصر بر آشوریان شورید. اسرحدون سالار خود شانبوشو را به دره نیل فرستاد تا شورش را بخواباند. در ۶۶۹ پیش از میلاد او خود راهی مصر شد ولی در راه در حران در پاییز همان‌سال به ناگاه مرد. پس از اسرحدون پسرانش آشوربانیپال پادشاه آشور و شمش شوم اوکین پادشاه بابل گشتند.

## آثار
از اسرحدون سندهایی به زبان اکدی دربارهٔ رخدادهای زمان او به جای مانده که بخش بسیاری از آن با به همریختگی و نابودشدگی می‌باشد. در این سندها دربارهٔ مادها و درگیری‌های این پادشاه با آنان نیز سخن به میان‌آمده‌است. بسیاری از این سندها دربردارنده پرسش‌های اسرحدون از هاتف خدای شمش دربارهٔ چاره گرفتاری‌ها و نگرانی‌های سیاسی اوست.